# Il·luminat Saperas i Ivern
Il·luminat Saperas i Ivern (Barcelona, segle xix - Igualada, 20 de març de 1950) fou un músic, pianista, organista, violoncel·lista i compositor català.

## Biografia
Després d'un període d'actuació a Barcelona (el 1906 fundà i esdevingué primer director del cor "l'Eura" de l'Ateneu Obrer del Districte III de Barcelona, i el 1907 encara era vinculat a l'Ateneu), s'establí a Igualada, on exercí força anys. Als anys 30 tornà a viure a Barcelona.
A Igualada col·laborà amb el Cercle Mercantil, on portà un conjunt en què hi tocà el violoncel Antoni Muset. Del 1911 és la ressenya de la "Festa de la Musica a Igualada", que organitzà "l'intel·ligent i infatigable mestre Il·luminat Saperas"
 al Cercle Mercantil Industrial Agrícola. A la capital de l'Anoia hi creà
 també l'orquestra de corda "Acadèmia Renaixement Musical" el 1918. L'estada igualadina d'Il·luminat Saperas es marcà per l'actuació com a professor de música i, d'aquesta manera, es pot destacar una altra "Festa de la música" que es dedicà als seus deixebles, i que comptà amb la presència de l'important "Quartet Renaixement" que, amb Eduard Toldrà i Antoni Planàs al front tingué lloc al Cercle Mercantil el 29 de juny del 1913. L'"Acadèmia Saperas", fundada el 1916 contribuí a expandir els ensenyaments del mestre. Entre els seus alumnes d'en saperas hi hagué el futur sacerdot, compositor i organista Frederic Muset i Ferrer.
A Barcelona, l'any 1930, el conjunt del "Maestro Saperas" acompanyava sessions de cinema mut
 a la sala del "Rossellón Cinema" de Barcelona. Acabada la guerra civil, l'orquestra del mestre Saperas actuà al Ritz l'any 1949.
Compongué sardanes, ballables, música per a l'escena i cançons; d'aquestes darreres se'n pot destacar La filla del marxant, premiada el 1926 en el concurs de Ràdio Barcelona. Recopilà i transcrigué per a piano danses populars d'Igualada, que publicà en el volum “Comparses o Balls d'Igualada per a piano” que dedicà a l'ajuntament igualadí el 1921.
Conserven obres d'I. Saperas la Biblioteca de Catalunya, la Biblioteca Nacional de España, l'Arxiu de l'església del Pi (Barcelona) i l'Arxiu històric comarcal de Manresa.

## Obres
Selecció
- Benedictus (1907), per a cor[2]
- La cacera (1912), per a cor[6]
- La calle de Alcalá, canción flamenca española, per a violí i piano
- Caramelles (1908), amb lletra d'Esteve Monegal (Esteve Monegal i Nogués?)
- Dolors y amors, quadro lirich en un acte (1908), lletra de Francesc Grau
- En el desert, concert fantàstic (1906), per a piano[1]
- La filla del marxant (1926), amb lletra de G. Alcázar (Gerad Coll Jarque). Primer premi al concurs de Ràdio Barcelona)[13]
- Les flors de maig van desfullar-se (1906), per a veu i quartet de corda[1]
- La gitana (1907), sarsuela en un acte amb lletra d'Amadeu Vidal[17]
- Gran marcha para piano
- Himne a la música (1912), amb lletra de Jaume Boloix[6]
- Marcha bohemia (1925)
- Lo pastoret y la papallona, visió en un acte (1908), lletra de Constantí Vila[17]
- Suite per a piano (1907)[2]
- La venjança de Jesús (1921), drama bíblic en tres actes, música a l'obra de Pau Rosés i Joaquim Albanell[18]
- Peces de ball: Alma apache, fox (1926); Una española, paso-doble (1926); Fonte dos amores, fado (1926); Málaga, pasodoble (1929); Muñequitos, schotis (1924); Paris dort, chanson apache (1930); Petit secret (1930); Qué más quieres?, tango (1931); Radhiya, dansa oriental (1925); Rêve, walz Boston, per a piano; Rose, schotis (1925); Schottish Chaloupe; Serenata cordobesa (1925); Sus ojos claros, tango (1926)
- Sardanes: Capvespre (1908?), Griselda (1906[1] cantada), Mirador (1931 o abans), Pels cims de Camprodon (1925 o abans) i La puntaire de la costa (1907)[19]